# Platacanthomys lasiurus
Platacanthomys lasiurus és una espècie de mamífer rosegador de la família dels platacantòmids. És endèmic dels Ghats Occidentals (Índia), on viu a altituds d'entre 600 i 2.000 msnm. S'alimenta de fulles, tiges, fruita i llavors. Els seus hàbitats naturals són els boscos humits caducifolis, semiperennifolis, perennifolis, de shola o riberencs. Està amenaçat per la destrucció del seu entorn i els canvis en l'ús de la terra.